# جاکوب زاچر
جاکوب زاچر (انگلیسی: Jacob Zachar؛ زادهٔ ۱۶ مهٔ ۱۹۸۶) یک هنرپیشه اهل ایالات متحده آمریکا است. وی از سال ۲۰۰۶ میلادی تاکنون مشغول فعالیت بوده‌است.